# ATC L04 – Immunszuppresszív szerek
Az ATC L04 – Immunszuppresszív szerek a gyógyszerek anatómiai, gyógyászati és kémiai osztályozási rendszerének (ATC) egyik alcsoportja.
| ATC L   | Daganatellenes szerek és immunmodulátorok |
| ------- | ----------------------------------------- |
| ATC L01 | Daganatellenes szerek                     |
| ATC L02 | Endokrin terápia                          |
| ATC L03 | Immunstimulánsok                          |
| ATC L04 | Immunszuppresszív szerek                  |

## L04A 	Immunszuppresszív szerek

### L04AA Szelektív immunszuppresszív szerek
| L04AA02 | Muromonab-CD3                       | Muromonab-CD3                         |                      |
| L04AA03 | Antilimfocita immunoglobulin (ló)   | Antilymphocyte immunoglobulin (horse) |                      |
| L04AA04 | Antilimfocita immunoglobulin (nyúl) | Antilimfocita immunoglobulin (nyúl)   |                      |
| L04AA06 | Mikofenolát-mofetil                 | Mycophenolic acid                     | Mycophenolas mofetil |
| L04AA10 | Szirolimusz                         | Sirolimus                             |                      |
| L04AA13 | Leflunomid                          | Leflunomide                           |                      |
| L04AA15 | Alefacept                           | Alefacept                             |                      |
| L04AA18 | Everolimusz                         | Everolimus                            |                      |
| L04AA19 | Guszperimusz                        | Gusperimus                            |                      |
| L04AA21 | Efalizumab                          | Efalizumab                            |                      |
| L04AA22 | Abetimusz                           | Abetimus                              |                      |
| L04AA23 | Natalizumab                         | Natalizumab                           |                      |
| L04AA24 | Abatacept                           | Abatacept                             |                      |
| L04AA25 | Ekulizumab                          | Eculizumab                            |                      |
| L04AA26 | Belimumab                           | Belimumab                             |                      |
| L04AA27 | Fingolimod                          | Fingolimod                            |                      |
| L04AA28 | Belatacept                          | Belatacept                            |                      |
| L04AA29 | Tofacitinib                         | Tofacitinib                           |                      |
| L04AA31 | Teriflunomid                        | Teriflunomide                         |                      |
| L04AA32 | Apremilaszt                         | Apremilast                            |                      |
| L04AA33 | Vedolizumab                         | Vedolizumab                           |                      |
| L04AA34 | Alemtuzumab                         | Alemtuzumab                           |                      |

### L04ABTumor necrosis factor alpha(TNF-α) inhibitors
L04AB01 Etanercept
L04AB02 Infliximab
L04AB03 Afelimomab
L04AB04 Adalimumab
L04AB05 Certolizumab pegol
L04AB06 Golimumab

### L04ACInterleukininhibitors
L04AC01 Daclizumab
L04AC02 Basiliximab
L04AC03 Anakinra
L04AC04 Rilonacept
L04AC05 Ustekinumab
L04AC06 Mepolizumab
L04AC07 Tocilizumab
L04AC08 Canakinumab
L04AC09 Briakinumab
L04AC10 Secukinumab

### L04ADKalcineurin-gátlók
| L04AD01 | Ciklosporin | Ciclosporin | Ciclosporinum |
| L04AD02 | Takrolimusz | Tacrolimus  |               |
| L04AD03 | Voklosporin | Voclosporin |               |

### L04AX 	Egyéb immunszuppresszív szerek
| L04AX01 | Azatioprin  | Azathioprine | Azathioprinum |
| L04AX02 | Thalidomid  | Thalidomide  |               |
| L04AX03 | Metotrexát  | Methotrexate | Methotrexatum |
| L04AX04 | Lenalidomid | Lenalidomide |               |
| L04AX05 | Pirfenidon  | Pirfenidone  |               |
| L04AX06 | Pomalidomid | Pomalidomide |               |